# 杉田智和のデュクシwアイテテww
杉田智和のデュクシｗアイテテｗｗ（すぎたともかずのデュクシｗアイテテｗｗ）は、Kiss-FM KOBEの「SAY YOU Channel Kiss Of Voice!」枠内にて放送されていたラジオ番組。パーソナリティは杉田智和、SP田中、SP佐藤。2009年7月4日から2010年1月30日まで放送された。全30回。

## 概要
動画化されたものがアニメイトTVや、アメリカ村TVを通じてYouTubeなどで配信された。ゲストは杉田智和のプライベート人脈が生かされているとされている。同一ゲストとのやりとりなどを4～5回程度に分けて放送した。
同時期に超!A&G+にて放送されていた『杉田智和のアニゲラ!ディドゥーーン』としばしば連動することがあり、例えば本放送で登場しているSP佐藤は後にアニゲラにも出演を果たしている。また「ディドゥーーン」などの名付け親とされている朝倉くん（素人）は、本番組では21・22回目に出演しており、後に彼もアニゲラの準レギュラーとなっている。

## ゲスト
- #1-4：整体の先生（杉田のかかりつけの整体師）
- #5-9：ゆかな
- #10-13：ぬりえ（ハウスメイド、キャンディフルーツハウスメイドサービス所属）
- #14-18：山本匠馬
- #19-22：井上喜久子お姉ちゃん先生、朝倉くん（素人）
- #23-26：体操の先生